# Johann Eisenhart (Rechtswissenschaftler)
Johann Eisenhart (* 18. Oktober 1643 in Erxleben; † 9. Mai 1707 in Helmstedt) war ein deutscher Rechtswissenschaftler.

## Leben
Johann war der Sohn des Predigers in Erxleben Andreas Eisenhart (* 22. September 1614 in Thamsbrück; † 3. November 1663 in Erxleben) und dessen Frau Emerentia (* 1619 in Salzwedel; † 25. April 1669 in Osterburg), der Tochter des Salzwedler Schulrektors Gerhard Silemann und dessen Frau Anna Strauß. Nach anfänglicher Ausbildung durch Privatlehrer, hatte er die Schule in Osterburg (Altmark), 1657 die Schule in Tangermünde und das Gymnasium in Gotha besucht. Ab 1663 studierte er an der Universität Helmstedt zunächst Philosophie, ehe er sich auf das rechtswissenschaftliche Studium konzentrierte.
1667 war er in Hannover beim Geheimrat und Kanzler Heinrich Langenbeck (1603–1669) angestellt und nach dessen Tod fand er eine Anstellung am fürstlichen Archiv in Hannover. 1670 setzte er seine Studien in Helmstedt fort, wo er 1671 Magister der Philosophie wurde und 1675 zum Doktor der Rechte promovierte. Danach hielt er Privatvorlesungen und wurde noch im selben Jahr außerordentlicher Professor der Rechtswissenschaften. 1678 wurde er an der philosophischen Fakultät der Hochschule Professor der Geschichte und Poesie, wobei er noch im selben Jahr die Professur der Geschichte an Heinrich Meibom übergab und ihm dafür die Professur der Ethik übertragen wurde.
1688 wechselte er als Professor des Kriminalrechts an die juristische Fakultät, wurde als Nachfolger von Johann Heinrich Bötticher (1638–1695) 1695 Professor der Pandekten und als Nachfolger von Georg Engelbrecht d. Ä. Professor des Kodex. Eisenhart hatte sich auch an den organisatorischen Aufgaben der Helmstedter Hochschule beteiligt. So war er Ephorus der fürstlichen Stipendiaten, mehrfach Dekan der Fakultäten und drei Mal Prorektor der Alma Mater.
In seinen wissenschaftlichen Werken befasste sich Eisenhart, der mit Hermann Conring befreundet war, vor allem mit dem römischen Privatrecht sowie der Naturrechtslehre. Insgesamt wird er als „tüchtiger Vertreter“ der Helmstedter Juristenfakultät charakterisiert.

## Familie
Aus seiner am 5. Juli 1677 geschlossenen Ehe mit Maria Christina († 1686), der Tochter des kaiserlichen Rats und Assessors am kaiserlichen Kammergericht in Speyer Hulderich von Eyben (1629–1699), gingen drei Söhne und drei Töchter hervor. Der älteste Sohn und die älteste Tochter starben vor ihrem Vater. Bekannt sind zudem die Söhne Johann Burchard Eisenhart und Christian Silemann Eisenhart. Seine zweite Ehe ging er am 28. August 1688 in Helmstedt mit Catharina Maria, der jüngsten Tochter des Professors der Theologie an der Universität Helmstedt Gerhard Titius (1620–1681) ein. Aus der Ehe gingen fünf Söhne und fünf Töchter hervor. Bekannt ist die Tochter Anna Sophia Eisenhart († 1720). Er ist der Großvater von Johann Friedrich Eisenhart.

## Werke
- De fide historica commentarius: accessit oratio de coniungendis iurisprudentiae et historiarum studiis. Helmstedt 1680, 1702 ()
- Institutiones Jurisprudentiae Doctrinae generales. Helmstedt 1683
- Institutiones Scientiae Juris Naturalis in Moralis Philosophiae Doctrina. Helmstedt 1684
- De Regali Metallifodinarum Jure. Helmstedt 1681
- De usu Principiorum Moralis Philosopiae in Jure Civili condendo et interpretando. Helmstedt 1676
- Manum Mortuam. Helmstedt 1693
- De jure Diplomatum. Helmstedt 1703
- Dispositiones Methodicas Novellarum, Juris criminalis, Pandectarum et Codicis. (ungedruckt)

## Weblink
- Druckschriften von und über Johann Eisenhart im VD 17.